# Ujarzmić piekło
Ujarzmić piekło (ang. Hellfighters) – amerykański film sensacyjny z 1968 roku w reżyserii Andrew V. McLaglena. Wyprodukowany przez Universal Studios.

## Opis fabuły
Chance (John Wayne) jest właścicielem firmy specjalizującej się w gaszeniu pożarów szybów naftowych i na platformach wiertniczych. Ryzykowna praca wpływa na jego życie osobiste i relacje z żoną (Vera Miles). Gdy Chance dowiaduje się, że córka zamierza poślubić jego asystenta, nie chce się na to zgodzić.

## Obsada
- John Wayne jako Chance Buckman
- Vera Miles jako Madelyn Buckman
- Katharine Ross jako Tish Buckman
- Jim Hutton jako Greg Parker
- Jay C. Flippen jako Jack Lomax
- Bruce Cabot jako Joe Horn
- Barbara Stuart jako Irene Foster
- Edward Faulkner jako George Harris